# Национальный союз композиторов Украины
Национа́льный сою́з компози́торов Украи́ны (НСКУ; укр. Національна спілка композиторів України) — творческая общественная организация, объединяющая композиторов и музыковедов Украины академического направления. Объединяет более 440 членов (из них более 280 — композиторы). Организационная структура НСКУ включает 10 региональных организаций: Киевскую, Львовскую, Ивано-Франковскую, Одесскую, Крымскую (в Симферополе), Днепровскую, Харьковскую, Донецкую и Закарпатскую — и пять ячеек: Полтавскую, Дрогобычскую, Волынскую, Николаевскую и Луганскую.
В НСКУ принимаются композиторы и музыковеды, имеющие на момент вступления профессиональное высшее образование и значительные творческие достижения.

## История
Предыстория НСКУ восходит к 1922 году, когда было создано Музыкальное общество имени М. Д. Леонтовича. В 1928 году на его базы была создана «Ассоциация пролетарских музыкантов Украины», а в ноябре 1932 года на основе постановления ЦК ВКП(б) «О перестройке литературно-художественных организаций» вместо ликвидированных музыкальных ассоциаций и обществ был создан единый «Союз советских музыкантов Украины». Эта дата считается днём основания Союза композиторов.
В составе союза постепенно создаются областные организации: Харьковская (с 1932), Одесская (с 1937) и Львовская (с 1940). В 1939 году Союз советских музыкантов Украины был переименован в «Союз советских композиторов Украины», а в 1959 году — в «Союз композиторов Украины».
С 1972 года вместе с Министерством культуры и Музыкальным обществом УССР Союз композиторов издаёт журнал «Музика», продолжающий традиции журналов «Музика» (1923—1927), «Музика масам» (1928—1931) и «Радянська музика» (1933—1941). При СКУ существовало отделение Музыкального фонда СССР, ставшее позднее Музыкальным фондом УССР, а с 1991 года — Музыкальный фонд Украины.
В разные годы СКУ возглавляли Б. Н. Лятошинский (1939—1941), К. Ф. Данькевич (1941 и 1956—1967), Л. Н. Ревуцкий (1944—1948), Г. Г. Верёвка (1948—1952), Ф. Е. Козицкий (1952—1956), Г. И. Майборода (1967—1969), А. Я. Штогаренко (1969—1989), Е. Ф. Станкович (1990—1993 и 2004—2010), М. Б. Степаненко (1993—2004).

## Современность
По состоянию на 2008 год среди более чем 400 членов НСКУ 17 народных артистов Украины, 54 заслуженных деятеля искусств Украины, 16 лауреатов Национальной премии Украины имени Тараса Шевченко, 6 академиков и 3 члена-корреспондента Академии искусств Украины, 35 докторов наук, 59 профессоров, 20 лауреатов Премии имени Н. В. Лысенко, 15 лауреатов Премии имени Б. М. Лятошинского, 15 лауреатов Премии имени Л. Н. Ревуцкого. За особые достижения 10 членов НСКУ награждены орденом «За заслуги» ІІІ степени, один — орденом Ярослава Мудрого и один — орденом Княгини Ольги.
Ежегодно НСКУ и его региональные организации проводят фестивали современной академической музыки: «КиевМузикФест», «Премьеры сезона», «Форум музыки молодых» в Киеве, «Два дня и две ночи новой музыки» в Одессе, «Контрасты» во Львове, «Днепровские зори» в Днепре, «ПенtaTON» в Николаеве и др.
В 1998 году Союз композиторов Украины получил статус национального. С 2005 года НСКУ возглавляет композитор Е. Ф. Станкович, заместитель — М. М. Скорик (с 2006 года), являющиеся кавалерами звания Героя Украины.

## Известные члены СКУ

### Композиторы
- Билаш, Александр Иванович
- Бибик, Валентин Саввич
- Вилинский, Николай Николаевич
- Воробьёв, Святослав
- Гомельская, Юлия Александровна
- Зажитько, Сергей Иванович
- Карабиц, Иван Фёдорович
- Данькевич, Константин Фёдорович
- Караманов, Алемдар Сабитович
- Карлаш Владимир Григорьевич
- Клебанов, Дмитрий Львович
- Колесса, Николай Филаретович
- Колодуб, Лев Николаевич
- Косенко, Виктор Степанович
- Красотов, Александр Александрович
- Криволап, Ольга Григорьевна
- Людкевич, Станислав Филиппович
- Лятошинский, Борис Николаевич
- Мамонов, Сергей Алексеевич
- Мейтус, Юлий Сергеевич
- Мужчиль, Виктор Степанович
- Муха, Антон Иванович
- Милка, Даниил Евгеньевич
- Милка, Евгений Григорьевич
- Орфеев, Серафим Дмитриевич
- Пилютиков, Сергей Юрьевич
- Резцов, Олег Евгеньевич
- Ревуцкий, Лев Николаевич
- Сильвестров, Валентин Васильевич
- Скорик, Мирослав Михайлович
- Станкович, Евгений Фёдорович
- Стеценко, Владимир Иванович
- Таранов, Глеб Павлович
- Цегляр, Яков Самойлович
- Шамо, Игорь Наумович
- Щетинский, Александр Степанович
- Таганов Олег Николаевич
- Скрыпник, Алексей Викторович
- Серова, Елена Юрьевна
- Фандеев, Кирилл Владимирович

### Музыковеды
- Богатырёв, Семён Семёнович
- Драч, Ирина Степановна
- Загайкевич, Мария Петровна
- Зинькевич, Елена Сергеевна
- Муха, Антон Иванович
- Павлишин, Стефания Стефановна
- Сокол, Александр Викторович
- Тюменева, Галина Александровна
- Черкашина-Губаренко, Марина Романовна
- Щербинин, Юрий Леонидович

## Награды
- Почётная грамота Президиума Верховного Совета РСФСР (5 июня 1969 года) — за большой вклад в развитие и укрепление взаимосвязей братских национальных культур и активное участие в проведении Декады украинской литературы и искусства в РСФСР[2].
- Почётная грамота Президиума Верховного Совета РСФСР (1979 год)[3].